# 대한민국 민사소송법 제74조
대한민국 민사소송법 제74조는 이의신청권의 상실에 대한 민사소송법조문이다.

## 조문
제74조(이의신청권의 상실) 당사자가 참가에 대하여 이의를 신청하지 아니한 채 변론하거나 변론준비기일에서 진술을 한 경우에는 이의를 신청할 권리를 잃는다.

## 참고 문헌
- 조상희, 『법학전문대학원 민사소송법 기본강의』. 한국학술정보(주), 2009. ISBN 978895323077
- 이동률, 민사소송의 당사자론, 삼우사, 2007. ISBN 9788991083189